# Бальбо, Росанхела
Росанхела Бальбо (исп. Rosa Angela Giovanna Balbo Rosso, mas conocido como Rosangela Fernandez/Rosangela Balbo) (16 апреля 1941, Турин, Италия — 3 ноября 2011, Мехико, Мексика) — мексиканская актриса театра и кино.

## Биография
Родилась 16 апреля 1941 года в Турине. Спустя несколько лет после рождения вместе с родителями переехала в Аргентину, где в 1961 году она дебютировала сначала в аргентинском, затем и в мексиканском кинематографе и с тех пор снялась в 74 работах в кино и телесериалах, также приняла участие в ряде театральных постановок. В 1967 году переехала в Мехико и посвятила этому городу всю оставшуюся жизнь.

### Последние годы жизни, болезнь и смерть
Актриса злоупотребляла курением, в результате чего в 2010 году актрисе был поставлен диагноз рак лёгкого и актриса уменьшила курение вплоть до 2 пачек сигарет в день, хотя раньше курила по 5-6 пачек в день, но постепенный отказ от курения не помог ей — болезнь вновь стала прогрессировать, хотя актриса мужественно боролась до конца, но увы…
Скончалась 3 ноября 2011 года в Мехико от рака лёгкого.

## Фильмография

### Избранные телесериалы
- 1985—2007 — «Женщина, случаи из реальной жизни»
- 1991 — «Дотянуться до звезды-2» — Мариана.
- 1992 — «Американские горки» — Берта.
- 1994 — «Маримар» — Эухения.
- 1995 — «Акапулько, тело и душа» — Клаудия Сан Роман.
- 1998-99 — «Что происходит с нами?»
- 2002-03 —
  - «Класс 406» — Берта Понсе.
  - «Таковы эти женщины» — Марта де Корсо.
- 2006 — «Самая прекрасная дурнушка» — актриса.
- 2007-08 — «К чёрту красавчиков» — Сестра Коркуэра.
- 2008 — «Женщины-убийцы» — Гиованна.
- 2008-н. в. — «Роза Гваделупе» — Анхела.
- 2009 — «Дикое сердце» — Инес де Вильярреаль.

### Избранные фильмы
- 1978 — «Патрульный 777» — приглашённая на праздник.
- 1991 — «Кобра»

## Театральные работы
- Деревья умирают стоя